# Achiel De Backer
Achiel De Backer (* 25. November 1918 in Zomergem; † 17. Juli 1995 in Gent) war ein belgischer Radrennfahrer und nationaler Meister im Radsport.

## Sportliche Laufbahn
De Backer war im Bahnradsport und im Straßenradsport aktiv. Von 1938 bis 1951 war er Unabhängiger und Berufsfahrer. 1938 siegte er in der nationalen Meisterschaft im Straßenrennen der Unabhängigen.
1941 gewann er das Eintagesrennen Brüssel–Lüttich, 1942 und 1945 das Rennen Petegem-aan-de-Leie, 1945 und 1946 gewann er den Omloop van Oost-Vlaanderen, 1946 das Kampioenschap van Vlaanderen. Dazu kamen einige Siege in belgischen Kriterien. In der belgischen Straßenmeisterschaft 1941 wurde er Dritter.
Auf der Bahn gewann er bei den Profis 1948 den nationalen Titel in der Einerverfolgung vor René Adriaenssens. 1942 und 1947 war er Vizemeister geworden.